# Tulipa kuschkensis
Tulipa kuschkensis är en liljeväxtart som beskrevs av Boris Fedtjenko. Tulipa kuschkensis ingår i släktet tulpaner, och familjen liljeväxter. Inga underarter finns listade.

## Bildgalleri

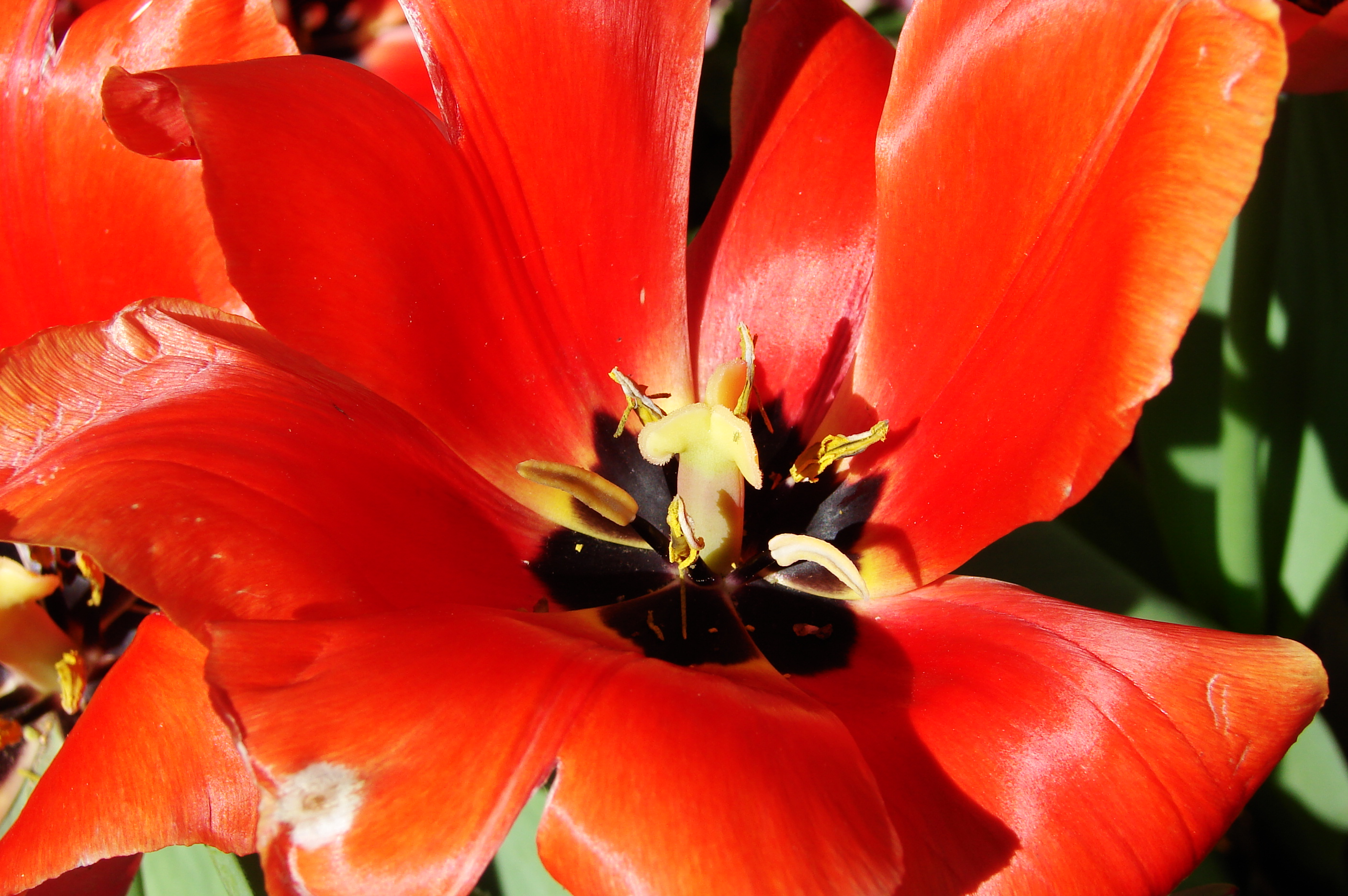
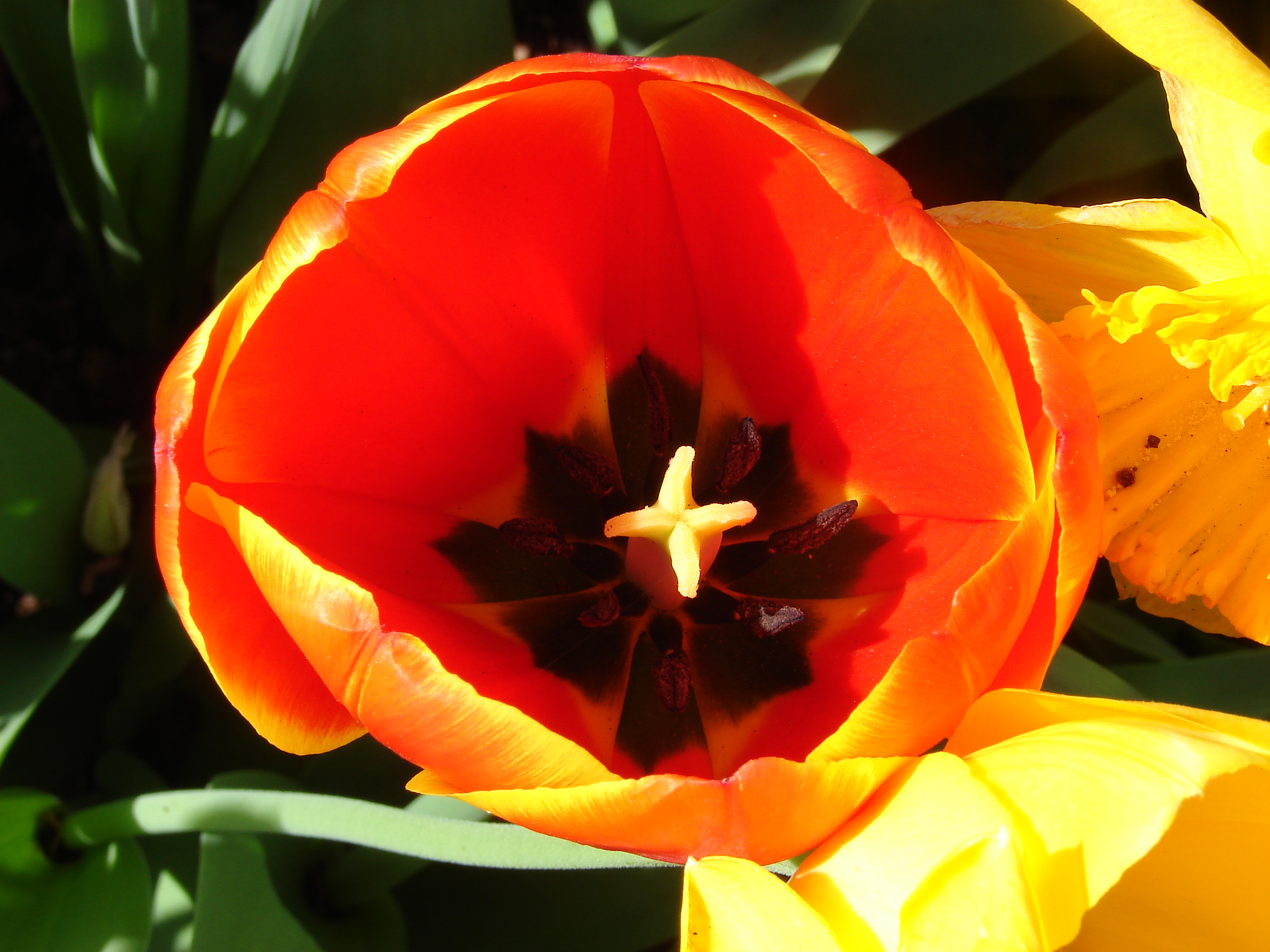
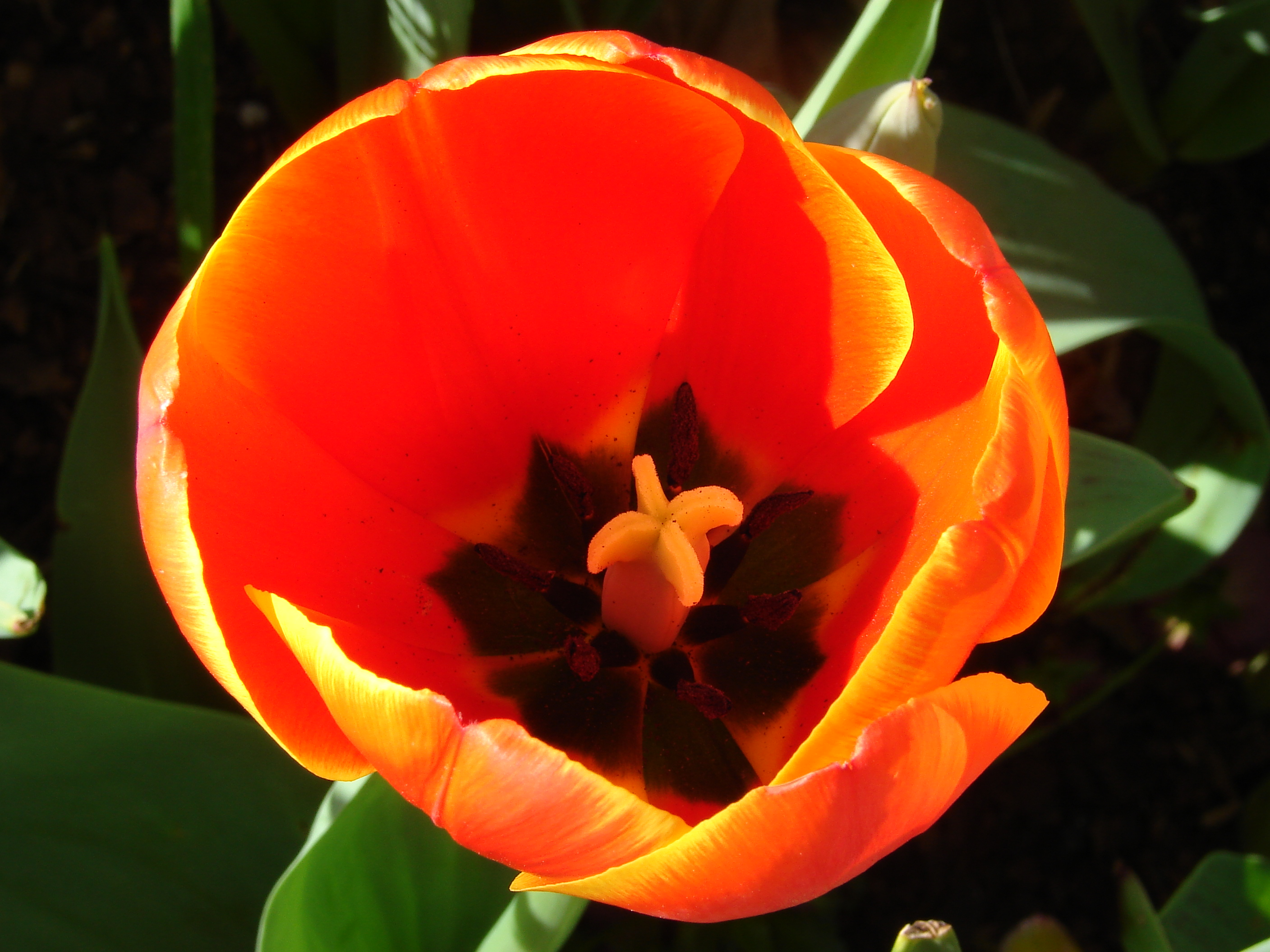
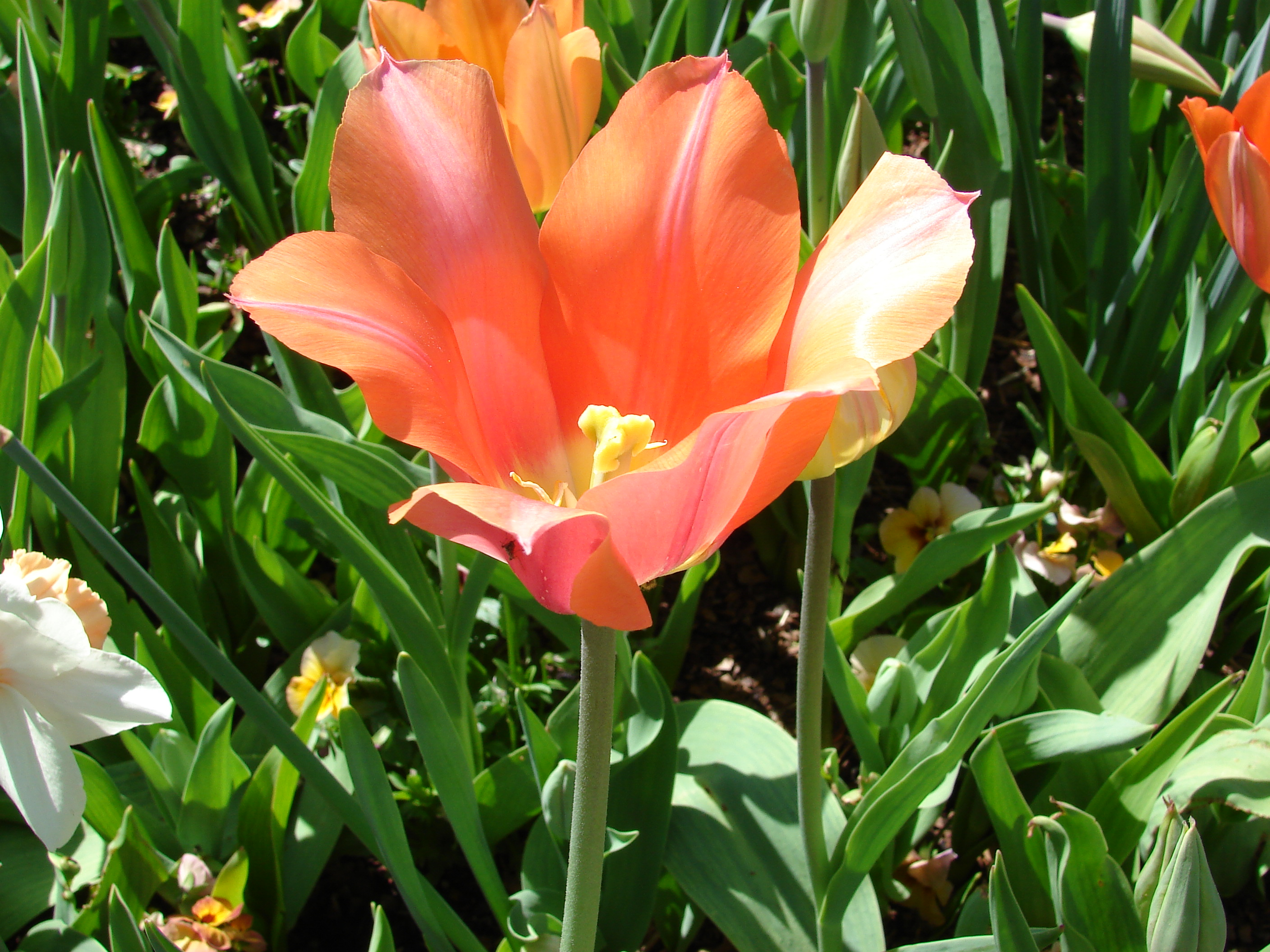
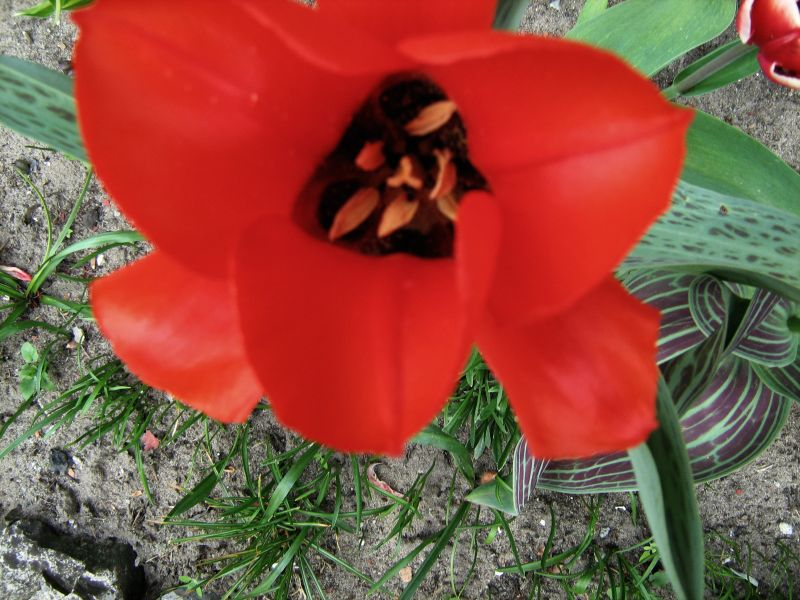
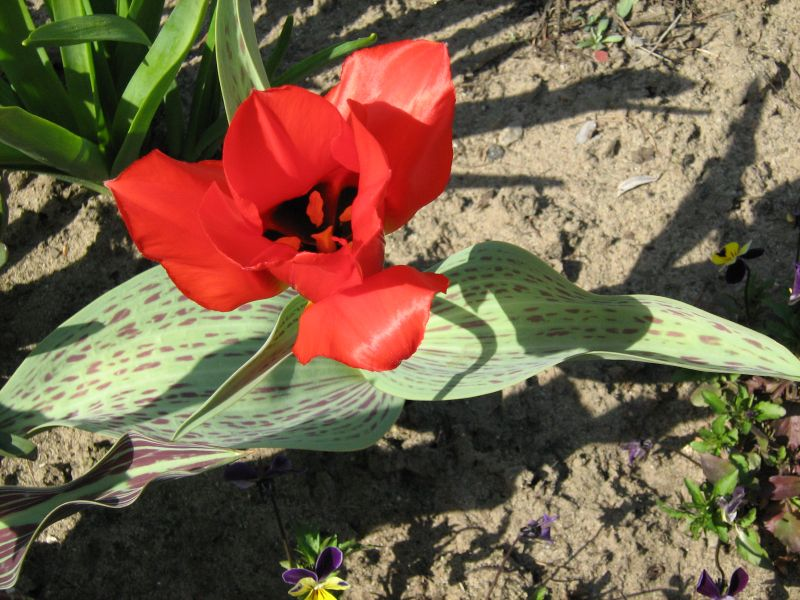